# Хворостань
Хворостань — река в России, протекает в Воронежской области. Исток реки — недалеко от села Коломенское Каширского района. Устье реки находится в 1340 км по левому берегу Дона. Длина реки составляет 79 км, площадь водосборного бассейна 1080 км². Основные притоки — Левая Россошь (правый) и Красная (левый).

## Данные водного реестра
По данным государственного водного реестра России относится к Донскому бассейновому округу, водохозяйственный участок реки — Дон от города Задонск до города Лиски, без рек Воронеж (от истока до Воронежского гидроузла) и Тихая Сосна, речной подбассейн реки — бассейны притоков Дона до впадения Хопра. Речной бассейн реки — Дон (российская часть бассейна).
Код объекта в государственном водном реестре — 05010100812107000003355.